# Scott Wike

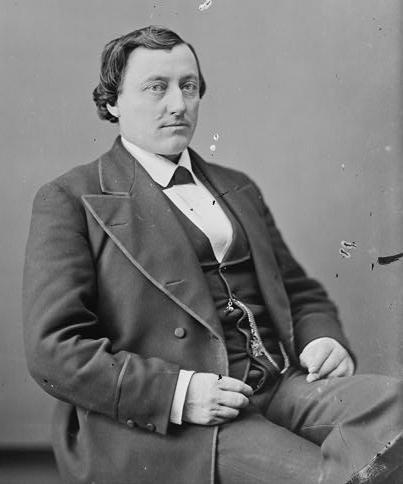
Scott Wike

Scott Wike (* 6. April 1834 in Meadville, Pennsylvania; † 15. Januar 1901 bei Barry, Illinois) war ein US-amerikanischer Politiker. Zwischen 1875 und 1877 sowie nochmals von 1889 bis 1893 vertrat er den Bundesstaat Illinois im US-Repräsentantenhaus.

## Werdegang
Im Jahr 1838 zog Scott Wike mit seinen Eltern nach Quincy in Illinois. Sechs Jahre später zog die Familie in das Pike County weiter. Bis 1856 besuchte er die Lombard University in Galesburg. Nach einem Jurastudium an der Harvard University und seiner Zulassung als Rechtsanwalt begann er ab 1859 in Pittsfield in diesem Beruf zu arbeiten. Gleichzeitig schlug er als Mitglied der Demokratischen Partei eine politische Laufbahn ein. Zwischen 1863 und 1867 saß er als Abgeordneter im Repräsentantenhaus von Illinois.
Bei den Kongresswahlen des Jahres 1874 wurde Wike im elften Wahlbezirk von Illinois in das US-Repräsentantenhaus in Washington, D.C. gewählt, wo er am 4. März 1875 die Nachfolge von Robert M. Knapp antrat. Da er im Jahr 1876 von seiner Partei nicht mehr zur Wiederwahl nominiert wurde, die stattdessen wieder Knapp aufstellte, konnte er bis zum 3. März 1877 zunächst nur eine Legislaturperiode im Kongress absolvieren. In den folgenden Jahren praktizierte Wike wieder als Anwalt. Bei den Wahlen des Jahres 1888 wurde er im zwölften Distrikt seines Staates noch einmal in den Kongress gewählt, wo er am 4. März 1889 George A. Anderson ablöste. Nach einer Wiederwahl konnte er bis zum 3. März 1893 im US-Repräsentantenhaus verbleiben. Im Jahr 1892 wurde er von seiner Partei nicht mehr zur Wiederwahl nominiert.
Zwischen 1893 und 1897 fungierte Scott Wike während der zweiten Amtszeit von Präsident Grover Cleveland als stellvertretender US-Finanzminister. Danach betätigte er sich wieder als Rechtsanwalt. Damals unternahm er auch eine Reise nach England, um das britische Einkommensteuergesetz zu studieren. Dabei ging es ihm um die Frage, ob dieses auf die Vereinigten Staaten übertragen werden könnte.